# Otto von Bollinger

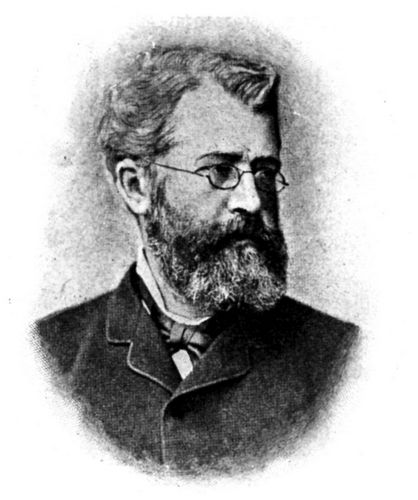
Otto von Bollinger, vor 1902

Otto Ritter von Bollinger (* 2. April 1843 in Altenkirchen, Pfalz (Bayern); † 13. August 1909 in München) war ein deutscher Pathologe und Hochschullehrer.

## Leben
Bollingers Vater und Großvater waren Pfarrer in der Pfalz. Er studierte an der Ludwig-Maximilians-Universität Naturwissenschaften und Medizin. 1863 wurde er im Corps Suevia München recipiert.
Noch während seiner Studienzeit wurde er 1865 Assistent bei dem Pathologen Ludwig von Buhl. Er erhielt ein Staatsstipendium, um sich 1868/69 bei Rudolf Virchow an der Charité und bei Carl von Rokitansky in Wien weiterzubilden. 1869 wurde er an der Universität Leipzig zum Dr. med. promoviert. Schon im folgenden Jahr habilitierte er sich in München.
Im Deutsch-Französischen Krieg war er Bataillonsarzt in einem Hauptfeldspital. 1871 folgte er dem Ruf an die Tierarzneischule Zürich. Gleichzeitig war er an der Universität Zürich Privatdozent für vergleichende Pathologie und las am Polytechnikum über Zoologie der land- und forstwirtschaftlich wichtigen Tiere.
Im Jahr 1874 wechselte er mit 31 Jahren auf den Lehrstuhl für Pathologie der Münchener Tierarzneischule und zugleich auf ein Extraordinariat für vergleichende Pathologie der Universität München. Im gleichen Jahr heiratete er Hedwig Usener; aus der Ehe entstanden die Töchter Marie (1880–1945) und Irmgard (1884–1944), von denen die jüngere gleichfalls Pathologin wurde. Als Nachfolger seines Lehrers von Buhl kam Bollinger 1880 auf den LMU-Lehrstuhl für Pathologie. Er betreute u. a. die Dissertation von Erich von Redwitz, die von der Medizinischen Fakultät als Preisarbeit ausgezeichnet wurde. Nachdem sich der ständige Ausschuss bayerischer Ärzte 1874 in ein Herausgeberkollegium für die Wochenschrift Aerztliches Intelligenz-Blatt (das Vorläuferorgan der von Bernhard Spatz 1886 begründeten Zeitschrift Münchener Medizinische Wochenschrift) gewandelt hatte, trat auch Bollinger als Redakteur hinzu und sorgte dafür, dass auch 1885 auch der in Passau 1856 geborene praktische Arzt Bernhard Spatz in die Schriftleitung eintrat. Er war zudem Herausgeber der Münchener Medicinischen Abhandlungen, erschienen in neun Reihen, insgesamt 77 Hefte, erschienen im Verlag von Julius Friedrich Lehmann, München. Mit Ludwig Franck (1824–1884), dem Direktor der Münchner Tierarzneischule, gründete und redigierte er die Deutsche Zeitschrift für Tiermedizin und vergleichende Pathologie. Otto von Bollinger pflegte, wie vor ihm Carl Thiersch und Ludwig von Buhl, die 1844 von Anton Förg in München eingerichteten pathologisch-anatomischen Demonstrationen als „Samstagsvorweisungen“. In seinem letzten Lebensjahr war er Rektor der LMU. In seiner Rektoratsrede für das akademische Jahr 1908/09 befasste er sich mit dem Wandel der Medizin und des ärztlichen Berufes.

## Schriften (Auswahl)
- Atlas und Grundriss der Pathologischen Anatomie: nach Originalen von A. Schmitson. München 1896; 2. Auflage ebenda 1901. Band 1 – Internet Archive, Band 2 – Internet Archive